# سانتا ماريا ديل أرويو
بلدية سانتا ماريا ديل أرويو (بالإسبانية: Santa María del Arroyo) هي بلدية تقع في مقاطعة آبلة التابعة لمنطقة قشتالة وليون وسط إسبانيا.

## الديموغرافيا
بلغ عدد سكان بلدية سانتا ماريا ديل أرويو 103 نسمة عام 2011 (وفقاً للمعهد الوطني للإحصاء الإسباني).
| 145 | 136 | 131 | 115 | 114 | 107 | 103 |